# 薩伏依的瑪麗亞·維多利亞
薩伏依的瑪麗亞·維多利亞（義大利語：Maria Vittoria Francesca di Savoia，1690年2月9日—1766年7月8日），卡里尼亞諾親王妃，薩丁尼亞國王維托里奧·阿梅迪奧二世與情婦让娜·巴蒂斯特·达尔贝·德吕内的女兒。

## 家庭
1714年，瑪麗亞·維多利亞與卡里尼亞諾親王維托里奧·阿梅迪奧一世結婚，兩人共有3子1女：
- 約瑟夫·維托里奧·阿梅迪奧（1716年—1716年），夭折
- 安娜·泰蕾兹（英语：Princess Anne Thérèse of Savoy）（1717年—1745年），蘇比斯親王妃
- 路易吉·維托里奧（1721年—1778年），卡里尼亞諾親王
- 維托里奧·阿梅迪奧（1722年—？），早逝